# Fabrizio Zanotti
Fabrizio Zanotti (nascido em 21 de maio de 1983) é um jogador paraguaio de golfe profissional  que atualmente joga nos torneios do PGA European Tour.
No golfe dos Jogos Olímpicos de Verão de 2016, realizados no Rio de Janeiro, Brasil, terminou sua participação na competição de jogo por tacadas individual masculino em décimo quinto lugar, com 279 tacadas (70-74-68-67), cinco abaixo do par, representando Paraguai.

## Vitórias profissionais (5)

### Vitórias no European Tour (1)
| N.º | Data                | Torneio                | Pontuação vencedora   | Margem  | Vice-campeão                                        |
| --- | ------------------- | ---------------------- | --------------------- | ------- | --------------------------------------------------- |
| 1   | 29 de junho de 2014 | BMW International Open | −19 (72-67-65-65=269) | Playoff | Rafael Cabrera-Bello, Grégory Havret Henrik Stenson |

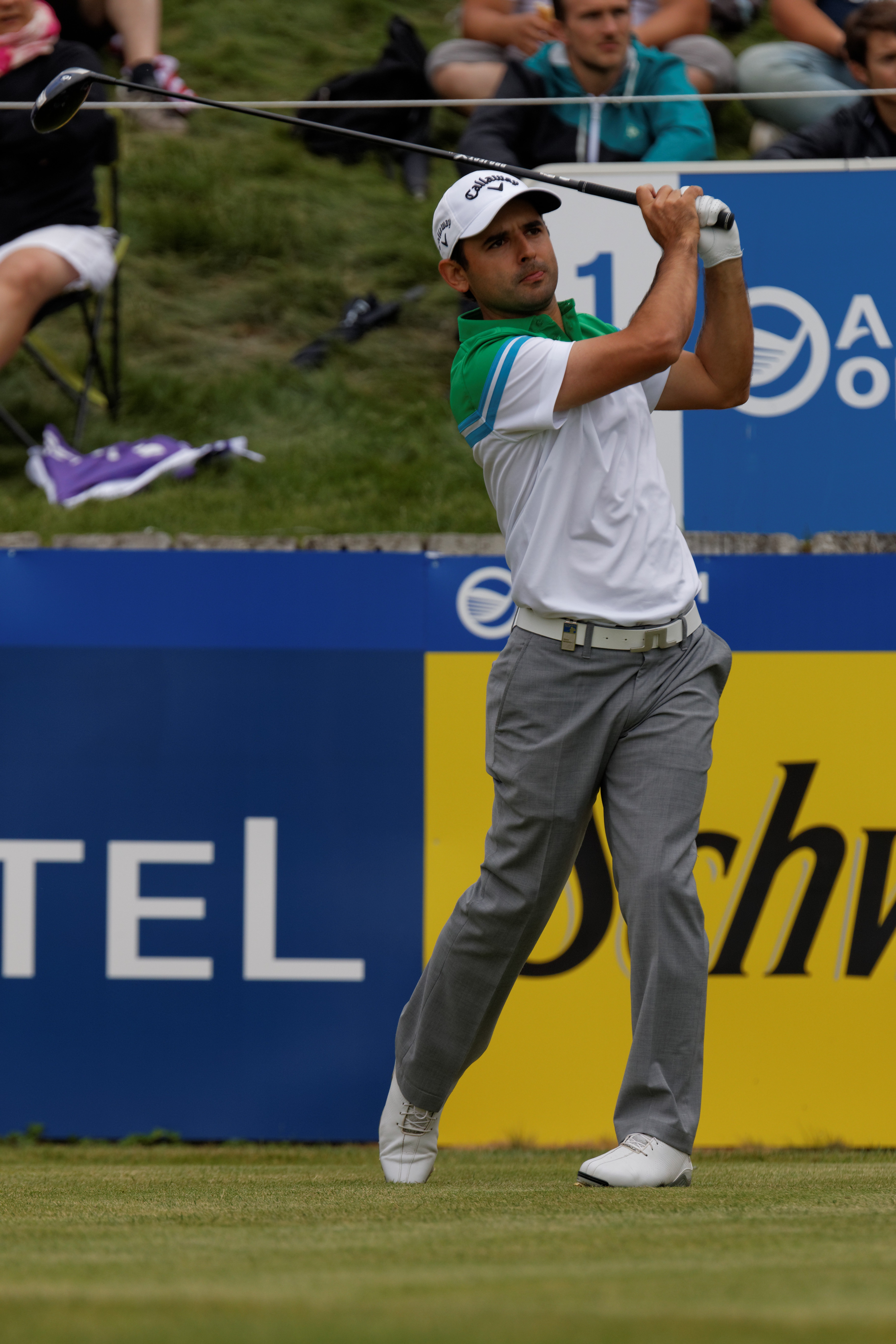
Fabrizio Zanotti

Recorde no playoff do European Tour (1–0)
| N.º | Ano  | Torneio                | Adversários                                         | Resultado |
| --- | ---- | ---------------------- | --------------------------------------------------- | --- |
| 1   | 2014 | BMW International Open | Rafael Cabrera-Bello, Grégory Havret Henrik Stenson | Vence com par no quinto buraco extra Cabrera-Bello eliminado com par no quarto buraco Havret eliminado com birdie no segundo buraco |

### Vitórias no Challenge Tour (1)
| N.º | Data                                    | Torneio                                                                       | Pontuação vencedora  | Margem   | Vice-campeão   |
| --- | --------------------------------------- | ----------------------------------------------------------------------------- | -------------------- | -------- | -------------- |
| 1   | 10 de dezembro de 2006 (temporada 2007) | Mexican Open (Abierto Mexicano Corona) (cossancionado pelo Tour das Américas) | −9 (74–67–69–65=275) | 1 tacada | Daniel de Leon |

### Vitórias no Tour das Américas (2)
- 2006 Abierto Mexicano Corona
- 2011 Carlos Franco Invitational

### Outras vitórias (1)
- 2015 Abierto de Paraguay

## Por equipes
Amadores
- Troféu Eisenhower (representando Paraguai): 2000, 2002